# Доленя Жетина
Доленя Жетина (словен. Dolenja Žetina) — поселення в общині Гореня вас-Поляне, Горенський регіон, Словенія. Висота над рівнем моря: 700,9 м.